# 16世紀のシャンソンによる変奏曲
『16世紀のシャンソンによる変奏曲』（じゅうろくせいきのシャンソンによるへんそうきょく、Variations on a 16th Century Chanson）は、諏訪雅彦が作曲した2009年度全日本吹奏楽コンクールの課題曲。
「若い娘」（Une jeune fillette）のタイトルで知られる16世紀フランスのシャンソンを主題とする5つの変奏からなる変奏曲として書かれている。古楽を題材とした作品であり、leggiero（「軽快に」の古語、現代イタリア語でのleggero）、perdendosi（「消えるように」、morendoと同じ）など、あまり一般には見ない楽語が用いられている。
第三変奏を間奏曲とする三部形式風の構成となっているほか、律動が四楽章の交響曲のミニチュアにもなるように配されている。作曲家の櫛田胅之扶は『課題曲の中の課題 2009』の中で「（作品が題材とする時代の）音楽史を体験することが出来て、とても面白いです。ただ、内容がそのようなものですから、（中略）「小編成でも演奏可能」ではなくて、「小編成で演奏すべき」曲です。」と分析した。

## 編成
編成は以下のとおり。イタリック体 はオプションパートである。オーボエ、ファゴット、コントラバスはオプションでない。
| 木管 | 木管                 | 金管 | 金管 | 弦・打 | 弦・打 |
| ---- | -------------------- | ---- | ---- | ------ | --- |
| Fl.  | 2, Picc.             | Tp.  | 3    | Cb.    | 1 |
| Ob.  | 1                    | Hr.  | 3 4  | Timp.  | 1 |
| Fg.  | 1                    | Tbn. | 3    | 他     | テナードラム、 バスドラム、 アンティークシンバル (無い場合グロッケンシュピール)、 ヴィブラフォン (コントラバスの弓により奏する。) |
| Cl.  | 3, E♭ 1, Alto1, Bass | Eup. | 1    | 他     | テナードラム、 バスドラム、 アンティークシンバル (無い場合グロッケンシュピール)、 ヴィブラフォン (コントラバスの弓により奏する。) |
| Sax. | Alt. 2 Ten. 1 Bar. 1 | Tub. | 1    | 他     | テナードラム、 バスドラム、 アンティークシンバル (無い場合グロッケンシュピール)、 ヴィブラフォン (コントラバスの弓により奏する。) |